# Reffroy
 Reffroy  là một xã thuộc tỉnh Meuse trong vùng Grand Est đông nam nước Pháp. Xã này nằm ở khu vực có độ cao trung bình 295 mét trên mực nước biển.